# 变化短齿蛤
变化短齿蛤（学名：Brachidontes variabilis）是贻贝目壳菜蛤科短齿蛤属的一种。其种加词“variabilis”意为“变化的”。

## 型態描述
殼外深棕色到黑紫色，殼內全黑色。體長約4公分。

## 分佈
本物種發現於南非，見於中国大陆及香港西貢北三杯酒，常栖息在潮间带的石灘。